# Gulknölsbryum
Gulknölsbryum (Bryum tenuisetum) är en bladmossart som beskrevs av Limpricht 1897. Gulknölsbryum ingår i släktet bryummossor, och familjen Bryaceae. Arten är reproducerande i Sverige. Inga underarter finns listade i Catalogue of Life.